# Goldene Seidenspinne
Die Goldene Seidenspinne (Trichonephila clavipes, Synonym: Nephila clavipes) ist eine Spinnenart, die in der Neuen Welt von den USA bis Argentinien vorkommt. Diese Spinne hat eine sehr auffällige Zeichnung und, wie alle Vertreter der Gattung Nephila, einen ausgeprägten Geschlechtsdimorphismus: Männchen sind viel kleiner als die Weibchen und weniger auffällig gefärbt. 
Ihre Seide ist Gegenstand aktueller Forschung, denn sie ist äußerst stabil und reißfest. Spinnennetze der verwandten Art Nephila pilipes werden von der einheimischen Bevölkerung deshalb auch als Fischernetze benutzt. 

## Merkmale
Die Körperlänge beträgt bei ausgewachsenen Weibchen zwischen 2,4 und 4 cm. Das Weibchen hat einen auffällig gefärbten, langgestreckten Hinterkörper (Opisthosoma). Dessen Grundfarbe kann stark variieren, zumeist ist sie orange oder oliv. Die Oberseite trägt zehn bis zwölf auffällige gelbe, parallel angeordnete Punkte. Die Unterseite zeigt ein feines Netz von gelben Partien und trägt einen roten Hügel, auf dem sich die Spinnwarzen befinden. Zwischen den hellen Längsstreifen auf der Unterseite befinden sich helle Flecken. Sie kommen mindestens im hinteren Teil der Opisthosomaunterseite vor und vermehren sich mit dem Alter des Tieres. Das Opisthosoma sieht von der Seite aus wie ein nach oben geöffnetes Trapez. Junge Tiere haben eine helle Längsbinde auf dem Sternum ähnlich der verwandten Art Nephila clavata, die es mit dem Alter verliert. Übrig bleiben undeutliche Flecken. Stattdessen treten auf der Sternumseite rötliche Flecken auf. Auf dem Vorderkörper (Prosoma) befinden sich meistens zwei deutliche Höcker.
Die Beine sind schwarz und haben weiße Ringe. Sie zeichnet sich im Gegensatz zur Unterart N. c. fasciculata durch wenig ausgeprägte Haarbüschel an den vorderen zwei Laufbeinpaaren und am hinteren Laufbeinpaar aus, diese bestehen nur aus dünnen, kurzen Haaren. Am dritten Laufbeinpaar fehlen diese buschigen Partien. Ebenso sind diese Beine wesentlich kleiner als die restlichen. Das Prosoma ist auf der Oberseite weiß-silbern gefärbt.
Wie bei vielen Vertretern der Familie ist auch bei dieser Art der Geschlechtsdimorphismus hinsichtlich der Größe enorm. Die Körperlänge der Männchen entspricht etwa der Länge des Vorderkörpers der Weibchen.
Geschlechtsorgane: Der hintere eingedrückte Teil der Geschlechtsöffnung des Weibchens ist mehr oder weniger stark höckerig. Der Bulbus des Männchens wird im letzten Drittel sehr dünn.

## Lebensweise

### Netzbau

Schematisches Netz der Seidenspinne

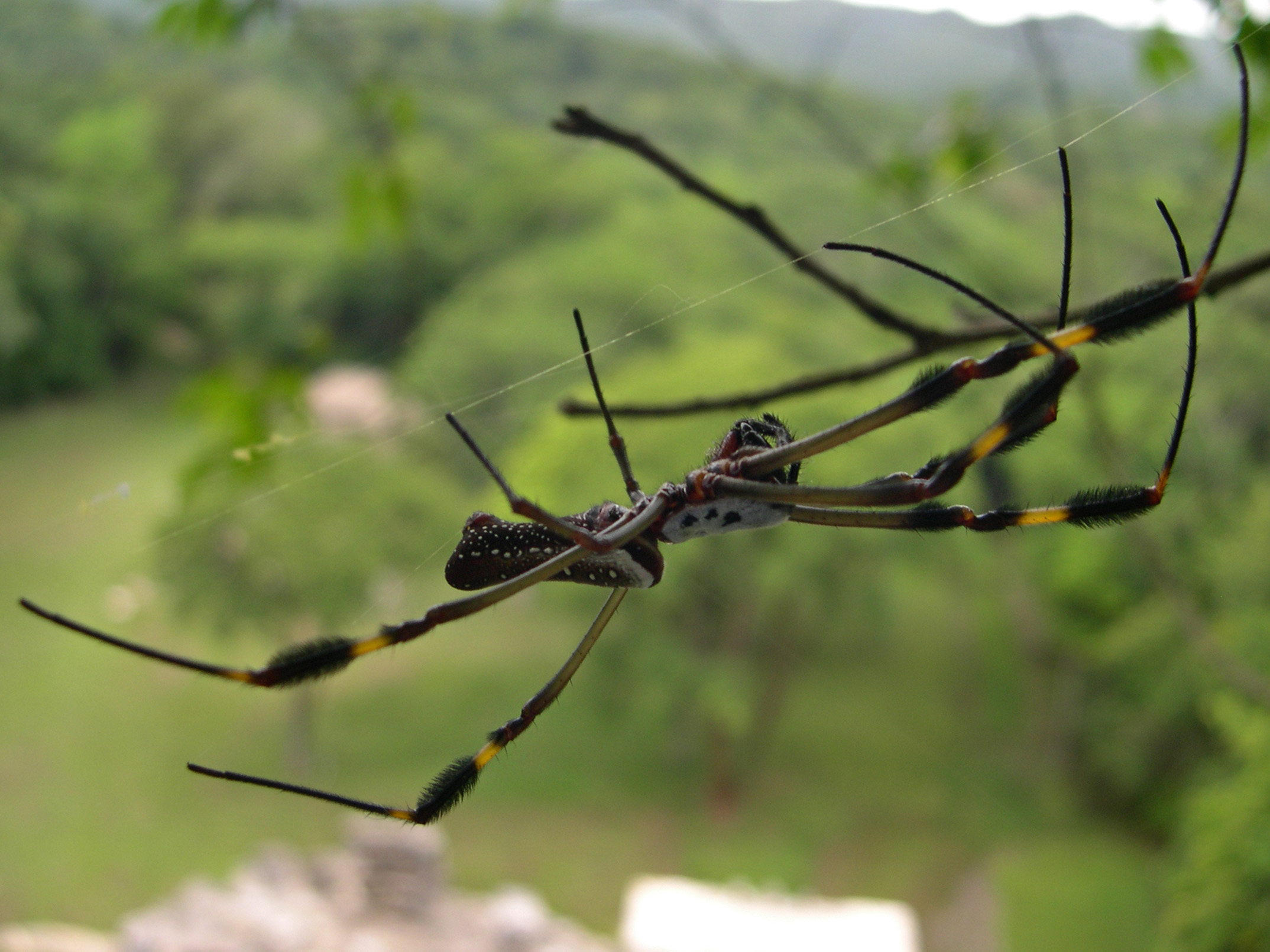
Weibchen in Mexiko

Die Art baut feinmaschige Netze, die einen Durchmesser bis zu zwei Meter haben können. Sie werden in Insektenflugwegen platziert, vor allem an den Seiten von Waldlichtungen und Waldwegen sowie über Waldbächen. Die Spinne baut ein unzentrisches Rad und versteckt sich auf dem obersten Punkt des Netzes, wo die Fäden zusammenlaufen, und wartet dort auf Beute. Im Gegensatz zu vielen anderen Radnetzspinnen, welche ihr Netz regelmäßig abreißen und neu bauen, flickt sie große Teile des Netzes und lässt den Rest stehen. Bänder zur Stabilisierung des Netzes kommen vor allem bei noch nicht ausgewachsenen Tieren vor. Sie dienen auch als Häutungsgrundlage.
Die Netze grenzen oft dicht aneinander. Es handelt sich hier aber nicht um ein Sozialsystem, eine günstige Lage für den Netzbau wird nur von vielen Spinnen gleichzeitig genutzt.

### Schutz vor Überhitzung
Die Spinne schützt sich ab einer Temperatur von 35 °C vor Überhitzung. Dazu streckt sie das Abdomen der Sonne entgegen, was den Einfallswinkel der Sonnenstrahlen erhöht. Ebenso wird Flüssigkeit in den Cheliceren bearbeitet, was ebenfalls für Kühlung sorgt. Die Oberseite des Prosomas ist silberfarben, was die Lichtreflexion erhöht und die Spinne ebenfalls vor Überhitzung schützt.

### Fortpflanzung
Die Art pflanzt sich einmal im Jahr fort. Johann Christian Fabricius nimmt an, dass Weibchen in tropischen Regionen mehrmals im Jahr einen Kokon bauen, wie die verwandte Art Nephila maculata. Männchen sind im Netz des Weibchens zwischen Juli und September anzutreffen.
Ob Männchen im Netz eines Weibchens vorhanden sind, hängt von der Größe der weiblichen Spinne ab. Ist die weibliche Spinne kleiner als ein Zentimeter, sind nie Männchen vorhanden. Ab einem Zentimeter sind Männchen wahrscheinlich im Netz anzutreffen. Auch bei noch unfruchtbaren Weibchen ab einer Länge von einem Zentimeter kommen Männchen im Netz vor. Das hängt wahrscheinlich damit zusammen, dass Männchen auf den Zeitpunkt der Reifehäutung des Weibchens warten und so dann die beste Ausgangslage für eine Paarung haben. Mehrere Männchen bekämpfen sich in einem Netz.
48 Stunden nach der Reifehäutung ist das Weibchen paarungsbereit. Um nicht von den Weibchen mit Beute verwechselt zu werden, hat das Männchen ein arttypisches Balzverhalten. Es vibriert mit dem Opisthosoma und macht zuckende Bewegungen. Die Paarung findet meistens im August statt. Man findet auch häufig Weibchen mit einer späteren Reifehäutung und Paarung, die erst spät im Herbst Kokons bauen. Die Kokons haben einen Durchmesser von 2,5 bis 3 cm und beinhalten jeweils mehrere hundert Eier. Der Kokon wird aus gekräuselter, gelber Seide gesponnen.
Weibchen sterben durchschnittlich 27 Tage nach der Reifehäutung; Männchen leben nach der Reifehäutung noch durchschnittlich 14 bis 21 Tage.

## Parasiten

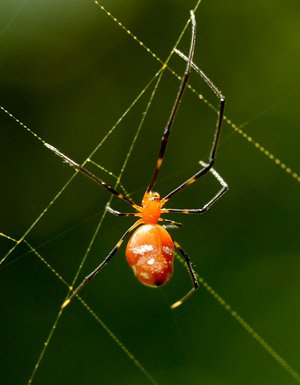
Eine Diebspinne der Art Argyrodes flavescens

In den Netzen befinden sich häufig bis zu vierzig Diebsspinnen der Gattung Argyrodes. Es handelt sich hier um kleine Spinnen, die einen Teil der Beute von der Seidenspinne stehlen.
Ein Parasitoid ist eine Wespe der Gattung Hymenoepimecis. Sie legt auf das Abdomen der Spinne ein Ei. Die schlüpfende Larve saugt die Spinne kontinuierlich aus, die dadurch langsam zu Grunde geht.

## Systematik und Verbreitung
Neben der Nominatform werden noch drei Unterarten anerkannt:
- N. clavipes clavipes (Linnaeus, 1767)
- N. clavipes fasciculata (De Geer, 1778)
- N. clavipes vespucea (Walckenaer, 1842)

### Nephila clavipes clavipes
Das Verbreitungsgebiet der Nominatform reicht vom Norden von den USA, die karibischen Inseln und die Golf Staaten bis in den Süden von Argentinien. Zusätzlich kommt sie endemisch auf São Tomé vor.

### Nephila clavipes fasciculata
Das Verbreitungsgebiet reicht vom Norden von North Carolina über Florida, die karibischen Inseln und die Golf Staaten bis in den Süden von Argentinien. Der Unterschied von dieser Unterart zur Nominatform sind die typischen buschigen Partien an den Beinen und die große Variabilität der Körperlänge der Männchen, die 3,2 mm bis 8,0 mm betragen kann.

### Nephila clavipes vespucea
Das Verbreitungsgebiet dieser Unterart beschränkt sich auf Argentinien. Sie wurde von Charles Walckenaer zuerst als eigene Art Epeira vespucea beschrieben.
Die Unterschiede zu den Merkmalen der Nominatform sind die folgenden: Die Höcker auf dem Cephalothorax fehlen gänzlich oder erheben sich kaum über die Rückenhaut. Die Flecken aus Silberhaaren auf dem Opisthosoma treten nur am vorderen Rand auf und laufen meistens in einer geschlossenen Querverbindung zusammen.

## Spinnseidenforschung
Die Fäden der Goldenen Seidenspinne werden erforscht, weil sie besonders reißfest sind. Beobachtet wurde, dass sich auch kleine Vögel in den Netzen der Spinnen verfangen, obwohl diese nicht zum Nahrungsspektrum gehören. Die Fäden der Spinnen bestehen zu hundert Prozent aus Protein. Die Proteinmoleküle bilden in den Rahmenfäden des Netzes eine Kette aus Kristallen, die ziehharmonikaartig aneinander gereiht sind. Diese Zickzackform gibt der Spinnseide die nötige Stabilität. Im Gegensatz zur Spinnseide der meisten Spinnen sind bei den Seidenspinnenarten und insbesondere bei Nephila clavipes die Leerräume zwischen dieser kristallinen Struktur nicht ungeordnet gefüllt. Die Füllung hat eine Ordnung, die die Fäden zusätzlich stabilisiert, aber weniger dehnbar macht. Die Zugfestigkeit ist deshalb höher als bei Nylon. Auch bei den viskoelastischen Eigenschaften unterscheidet sich die Spinnseide von den Kunstfasern. Sie wandelt einen großen Teil der kinetischen Energie in Wärme um. Dies verhindert, dass eine Beute wie bei einem Trampolin aus dem Netz „herausgeschleudert“ wird.
Um die Proteine der Spinnfäden künstlich herzustellen, wurden Gene der Goldenen Seidenspinne an der University of British Columbia in Vancouver in Bakterien überführt. Diese Bakterien produzieren so Proteine der Spinnseide für die Grundlagenforschung. Einen anderen Weg beschritten die Wissenschaftler im Leibniz-Institut für Pflanzengenetik und Kulturpflanzenforschung in Gatersleben bei Magdeburg: Sie schleusten die Gene in Tabak- und Kartoffelpflanzen. Aus etwa hundert Tabakpflanzen lassen sich so zwei Gramm Spinnenseidenproteine gewinnen. Da die Proteine in den Drüsen der Spinne erst zur Spinnseide geformt werden, müssen diese künstlichen Proteine verarbeitet werden. Das Institut für Molekulare Biotechnologie Jena kümmert sich deshalb um die mechanische Herstellung künstlicher Spinnseide aus den künstlich gewonnenen Proteinen.
Das Ziel dieser Forschung könnte sein, dass sich mit den Fäden Seile, Sicherheitsgurte oder Schutzkleidung herstellen ließe. Ebenso sind die Fäden im Gegensatz zu Kunstfasern biologisch abbaubar.
Auch in der Medizin werden die Spinnenproteine getestet. An der Medizinischen Hochschule Hannover gelang es, Nervenzellen entlang von Spinnenseide bis zu 6 cm weit gerichtet wachsen zu lassen. Dies könnte die Heilungschancen bei Nervenbahnverletzungen wie Querschnittslähmung erhöhen.